# キューブリック (ゲーム)
『キューブリック』（CUE BRICK）は1989年にコナミ(現・コナミアミューズメント)より発売のアーケード用パズルゲーム。